# Scherma ai Giochi olimpici intermedi
La scherma alle Olimpiadi estive del 1906 fu rappresentata da otto eventi. Questi giochi non sono ufficialmente riconosciuti dal CIO.

## Eventi
| Arma                 | Uomini      | Uomini    | Donne       | Donne     | Totale |
| Arma                 | Individuale | A squadre | Individuale | A squadre | Totale |
| -------------------- | ----------- | --------- | ----------- | --------- | ------ |
| Spada                | ■           | ■         | N/D         | N/D       | 2      |
| Fioretto             | ■           | N/D       | N/D         | N/D       | 1      |
| Sciabola             | ■           | ■         | N/D         | N/D       | 2      |
| Spada per maestri    | ■           | N/D       | N/D         | N/D       | 1      |
| Sciabola per maestri | ■           | N/D       | N/D         | N/D       | 1      |
| Sciabola a tre colpi | ■           | N/D       | N/D         | N/D       | 1      |
| Totale               | 6           | 2         | 0           | 0         | 8      |

## Podi

### Uomini
| Evento                          | Oro                                                                                | Argento                                                                                  | Bronzo                                                                                        |
| Spada                           |                                                                                    |                                                                                          |                                                                                               |
| Spada individuale (dettagli)    | Georges de la Falaise                                                              | Georges Dillon-Kavanagh                                                                  | Hendrik van Blijenburgh                                                                       |
| Spada per maestri (dettagli)    | Cyrille Verbrugge                                                                  | Carlo Gandini                                                                            | Iōannīs Raisīs                                                                                |
| Spada a squadre (dettagli)      | Francia Georges de la Falaise Georges Dillon-Kavanagh Richard Mohr Pierre d'Hugues | Regno Unito William Grenfell Cosmo Duff-Gordon Charles Newton Robinson Edgar Seligman    | Belgio Constant Cloquet Fernand de Montigny Edmond Crahay Philippe Le Hardy de Beaulieu       |
| Fioretto                        |                                                                                    |                                                                                          |                                                                                               |
| Fioretto individuale (dettagli) | Georges Dillon-Kavanagh                                                            | Gustav Casmir                                                                            | Pierre d'Hugues                                                                               |
| Sciabola                        |                                                                                    |                                                                                          |                                                                                               |
| Sciabola individuale (dettagli) | Iōannīs Geōrgiadīs                                                                 | Gustav Casmir                                                                            | Federico Cesarano                                                                             |
| Sciabola per maestri (dettagli) | Cyrille Verbrugge                                                                  | Iōannīs Raisīs                                                                           |                                                                                               |
| Sciabola a tre colpi (dettagli) | Gustav Casmir                                                                      | George van Rossem                                                                        | Péter Tóth                                                                                    |
| Sciabola a squadre (dettagli)   | Germania Gustav Casmir Jakob Erckrath de Bary August Petri Emil Schön              | Grecia Iōannīs Geōrgiadīs Menelaos Sakorafos Chrīstos Zormpas Triantafyllos Kordogiannīs | Paesi Bassi James Melvill van Carnbée Johannes Osten George van Rossem Maurits van Löben Sels |

### Donne
Non disputate.

## Medagliere
| Posizione | Paese       |   |   |   | Totale |
| --------- | ----------- | - | - | - | ------ |
| 1         | Francia     | 3 | 1 | 1 | 5      |
| 2         | Germania    | 2 | 2 | 0 | 4      |
| 3         | Belgio      | 2 | 0 | 1 | 3      |
| 4         | Grecia      | 1 | 2 | 1 | 4      |
| 5         | Paesi Bassi | 0 | 1 | 2 | 3      |
| 6         | Italia      | 0 | 1 | 1 | 2      |
| 7         | Regno Unito | 0 | 1 | 0 | 1      |
| 8         | Ungheria    | 0 | 0 | 1 | 1      |
| Totale    | Totale      | 8 | 8 | 7 | 23     |